# Флаг Ирландии
Флаг Ирландии (ирл. An Bhratach Náisiúnta) является государственным символом Ирландии и представляет собой прямоугольное полотнище, состоящее из трёх вертикальных равновеликих полос: зелёной у древкового края полотнища, белой — в середине, и оранжевой — у свободного края полотнища. Отношение ширины флага к его длине — 1:2.
Зелёный цвет символизирует католиков, оранжевый — протестантов, белый — мир между этими конфессиями.

## История создания и принятия флага

Триколор Ньюфаундленда — прототип флага Ирландии

Впервые флаг был представлен ирландским националистом и революционером Томасом Фрэнсисом Мигером в Париже в 1848 году. Мигер был выходцем с Ньюфаундленда, и традиционно считается, что флаг был выполнен им по мотивам появившегося пятью годами ранее триколора Ньюфаундленда, однако существует также версия происхождения флага от флага Франции.
Первое использование триколора в качестве национального флага произошло в 1916 году во время Пасхального восстания, когда он был поднят над Дублинским почтамтом и на нём красовались слова «Irish Republic». До этого триколор не пользовался большой популярностью, уступая флагу Лейнстера (золотая арфа на зелёном поле), который считался символом ирландских националистов и являлся неофициальным флагом Ирландии до 1922 года.
Во время гражданской войны в 1919—1921 годах триколор был флагом республиканцев, а с 1921 года флаг был принят как символ Ирландского Свободного государства. В 1937 году была принята конституция Ирландской Республики.

## Описание и символизм флага
В конституции 1937 года государственный флаг описан в статье № 7 и регламентируется следующим образом:

Государственный флаг Ирландии представляет собой зелёно-бело-оранжевый триколор. Длина флага вдвое больше ширины, три цветные полосы равны по ширине, зелёная находится у древка.
Оригинальный текст (англ.)The national flag of Ireland is a tricolour of green, white and orange. The flag is twice as wide as it is high. The three colours are of equal size and the green goes next to the flagstaff.

Точные цвета флага определяются в руководстве, выпущенном Департаментом Премьер-министра Ирландии следующим образом:
| Схема  | Зелёный    | Белый       | Оранжевый  |
| ------ | ---------- | ----------- | ---------- |
| Пантон | 347        | Safe        | 151        |
| RGB    | 0-154-99   | 255-255-255 | 255-130-61 |
| Hex    | #009A63    | #FFFFFF     | #FF823D    |
| CMYK   | 100-0-86-3 | 0-0-0-0     | 0-48-95-0  |

Зелёный цвет на флаге является традиционным цветом Ирландии и восходит к гэльской традиции, символизирует традиционное католическое общество Ирландии. Оранжевый, как цвет протестантов, происходит от Вильгельма Оранского, предводителя протестантов на Британских островах.

## Сходство с флагом Кот-д’Ивуара

Флаг Кот-д’Ивуара

Флаг Ирландии очень похож на флаг Кот-д’Ивуара, который тоже представляет собой оранжево-бело-зелёный триколор, но отличается расположением у древка оранжевой полосы, а не зелёной, а также — отношением ширины к длине 2:3, вместо 1:2 у флага Ирландии.

## Галерея

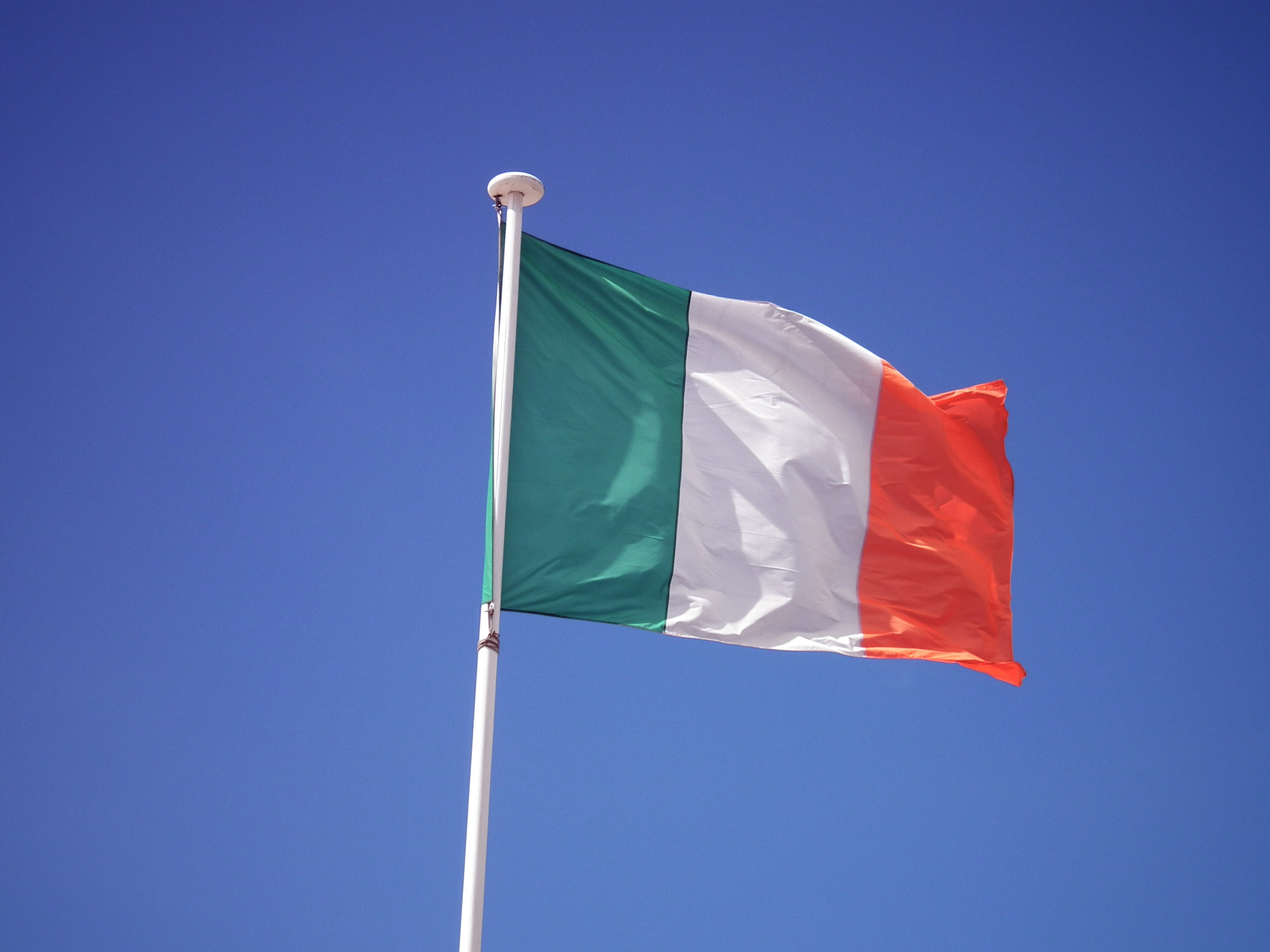
Флаг Ирландии
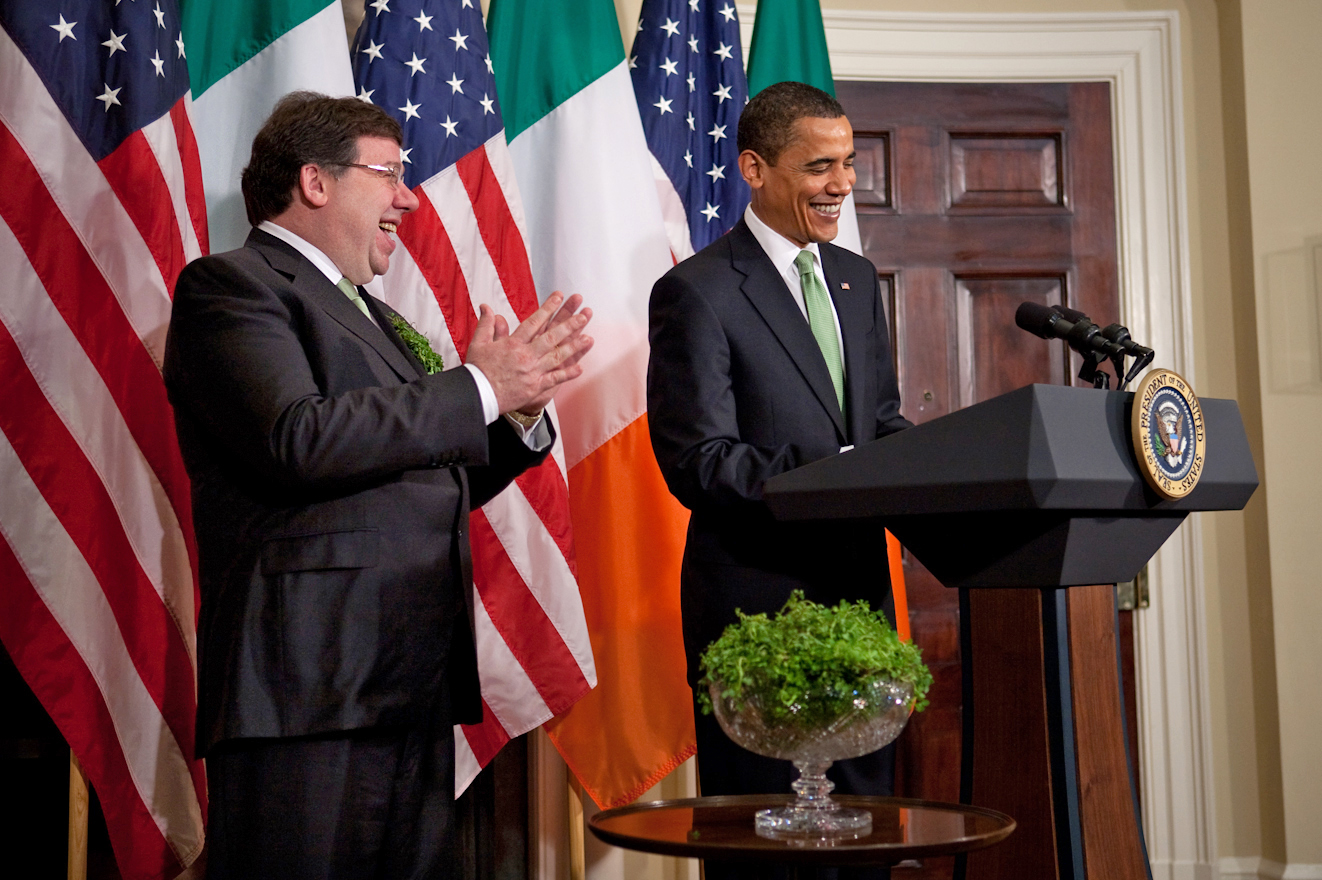
Флаг Ирландии на официальной встрече глав государств
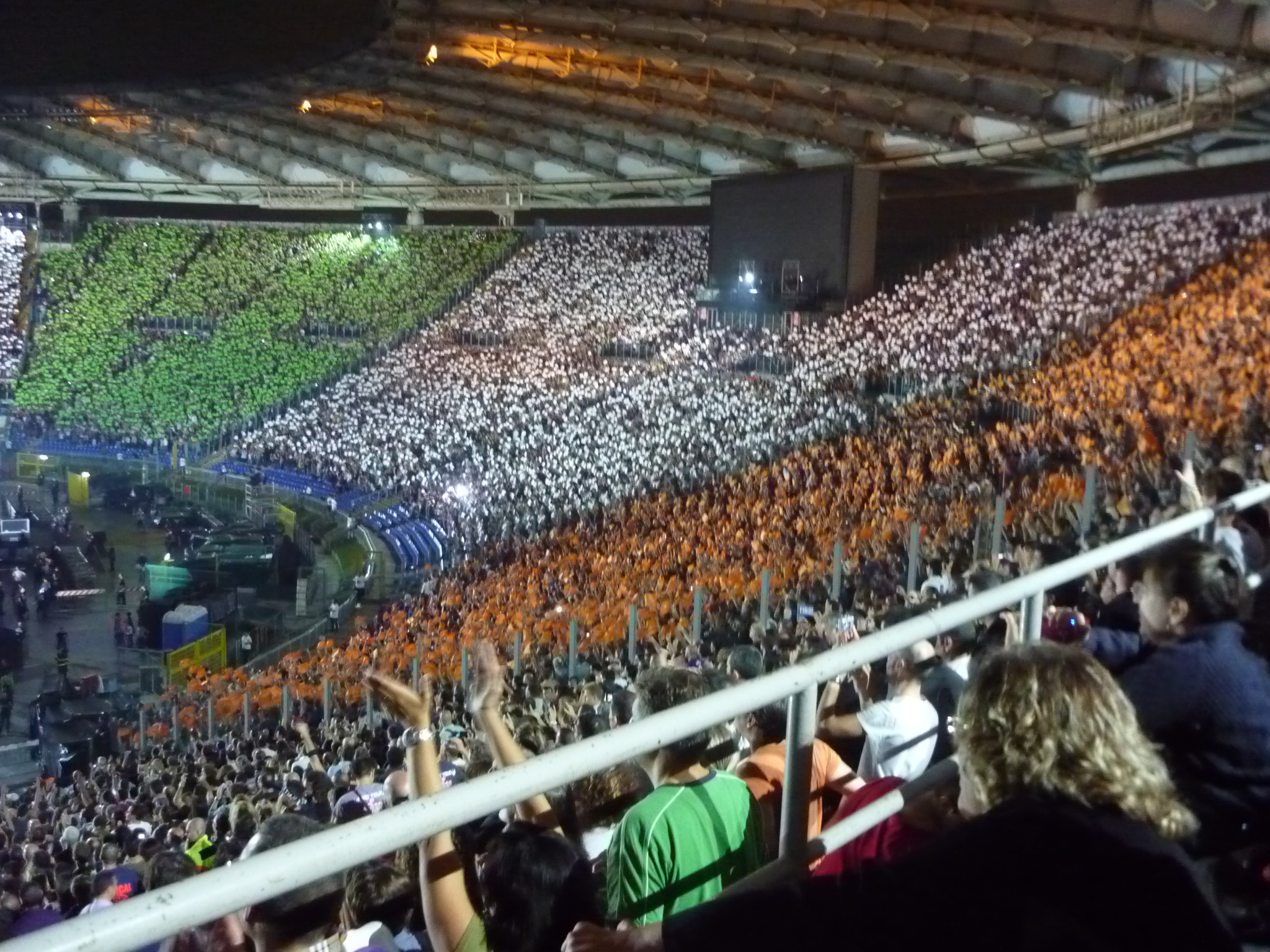
Перформанс зрителей на концерте U2 в Риме
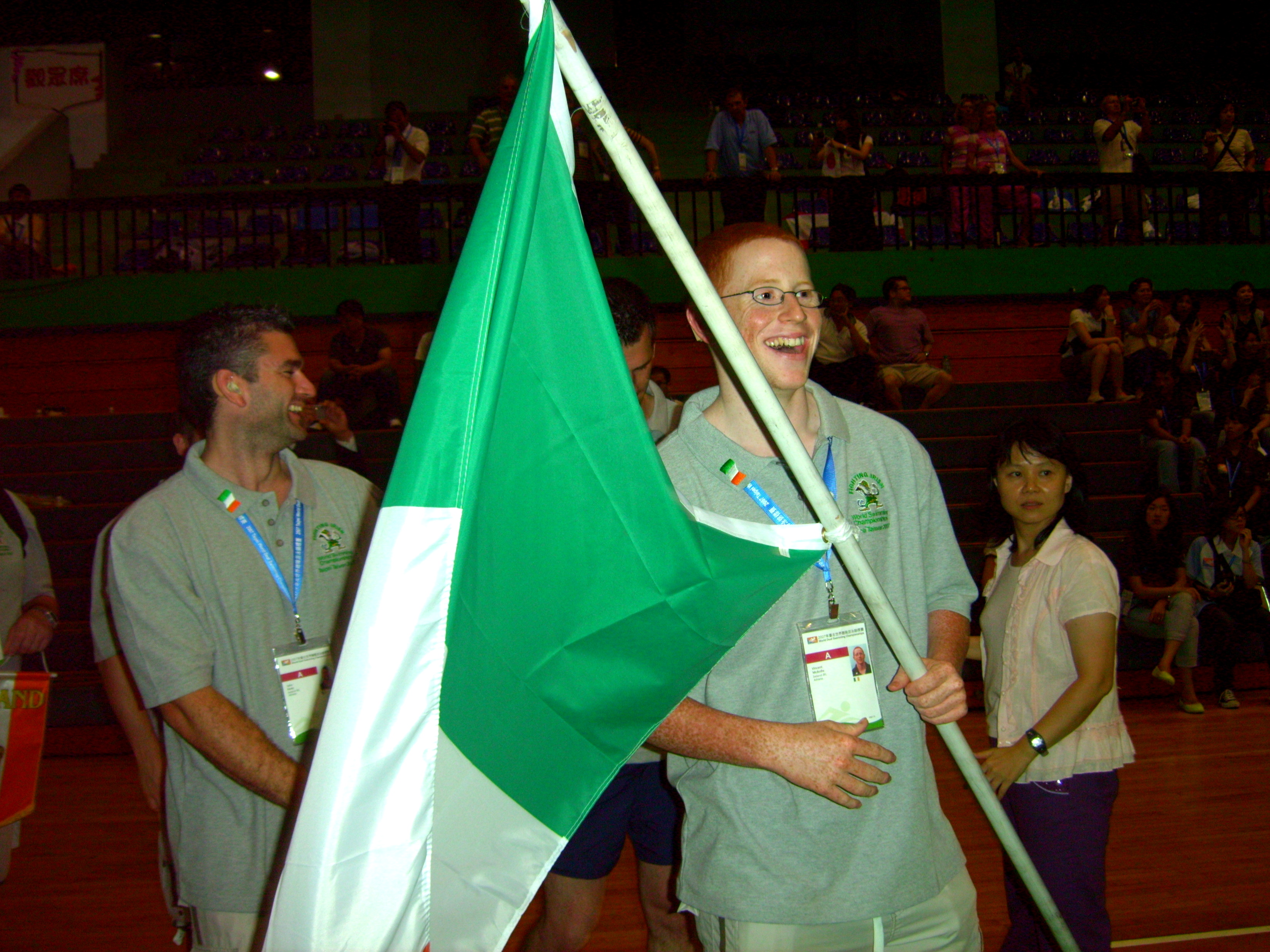
Спортивная делегация Ирландии
Гюйс Военно-морской службы Ирландии